# N.O.V.A. 3
Near Orbit Vanguard Alliance 3 (также известная как N.O.V.A. 3) — мобильная игра в жанре шутера от первого лица, разработанная компанией Gameloft для Android, iOS, BlackBerry 10 и Windows Phone 8. В App Store игра была выпущена 10 мая 2012 года, а в Google Play Store 1 июня 2012 года. Также Gameloft выпустила бесплатное игровое издание под названием N.O.V.A. 3: Freedom Edition. В отличие от своих предшественников, N.O.V.A. 3 была больше ориентирована на такие игры, как Killzone и Call of Duty. Основное влияние на игру оказали Halo и Crysis 2.
В N.O.V.A. 3 был включён многопользовательский сервис Gameloft Live.

## Сюжет
Бывший командир N.O.V.A. Кэл Уорден получает сигнал бедствия от своего друга искусственного интеллекта Елены с покинутой планеты Земля. Кэл терпит крушение в городе Сан-Франциско и присоединяется к сержанту Беккеру и его отряду N.O.V.A., чтобы пробиться обратно на базу N.O.V.A., одновременно отключая сигнальный глушитель. Раненый Вольтерит взрывает бомбу, которая выбрасывает главного героя из здания. Помогая ему встать, сержант Беккер и его команда узнают о его актах героизма в событиях в N.O.V.A. 2. После ремонта он продолжает движение к базе. На базе Кэл узнаёт, что N.O.V.A. украл артефакт Судьи, который может превратить Землю обратно в пригодную для жизни планету. Но Судьи не были людьми, с которыми можно играть, и, зная об этом, Кэл клянётся, что после спасения артефакта Судьи из рук пресловутых Вольтеритов он уйдёт из состава N.O.V.A., и на этот раз навсегда.
Он и сержант Беккер едут на 4х4 до места расположения артефакта. Кэлу удается достичь артефакта, но прямо рядом с ним возникает Прометей, который запрещает ему забирать артефакт. Прометей объясняет, что он — рука Судей, и он вернёт им артефакт.
Затем Прометей рассказывает Кэлу, что неудивительно, что Беккер был подавлен и убит роем Вольтеритов на входе. Затем он объясняет, что Кэл должен будет найти ещё два артефакта для Судей, чтобы помешать им «очистить» мир, убив при этом и людей, и Вольтеритов. Прометей также говорит, что Кэлу придётся добраться до галактики Фина и сражаться за второй артефакт.
Второй артефакт спрятан в древнем корабле Вольтеритов «Терриус». Кэл был телепортирован туда Прометеем, и получает артефакт с помощью нового Вольтеритового союзника Маз’Раха. В процессе Кэл активирует корабль, что поможет мятежникам-Вольтеритам в их войне против Вольтеритов, называемых Доминионами.
Затем Кэл отправляется на пустынную планету Борей, где он работает со своим старым другом Руфусом, чтобы найти третий артефакт. Однако после борьбы с мятежниками на планете Борей и автомобильной погони, Вольтериты убегают с артефактом и доставляют его на свою родную планету, Вольтерон, где они намерены превратить артефакт в оружие массового уничтожения, чтобы использовать его против людей.
Затем Кэл, Руфус и Елена направляются на Вольтерон, чтобы получить артефакт, прежде чем Судьи вмешаются и уничтожат людей и Вольтеритов. После борьбы с сильным сопротивлением и провокацией в суровых условиях, включая исследование Вольтеритового Храма, пересечение лавовой реки и многое другое, они снова встречают Маз’Раха, который ведёт Кэла через некоторые системы Вольтеритов. После этого они направляются в Вольтеритовый храм, где находится артефакт.
Однако после достижения храма Елена была убита хранителем храма ― могущественным существом по имени Кар’Рак. Маз’Рах показывает, что может контролировать Кар’Рака, говоря Кэлу и Руфусу, что Наблюдатель не оставил ему другого выбора, кроме как убить их. После того, как Кэл и Руфус сражаются с ним, уклоняясь от Кар’Рака, Маз’Рах осознаёт его предательство и убивает Наблюдателя в коротком бою, и даёт Кэлу последний артефакт перед смертью от ран, нанесённых ему Наблюдателем. Руфус, Кэл и Прометей спасаются от разрушения храма.

## Настоящее время
На момент 2022 года, игра N.O.V.A.3 недоступна на большинстве мобильных устройств из-за отсутствия обновления под новые системы. Однако, в игру всё ещё можно зайти и играть с другими игроками с IOS устройств, имеющих версию OS 10 или ниже, а так же с некоторых Android устройств.
Стоит так же отметить, что количество "живых" игроков в N.O.V.A.3 к 2022 году составляет не более 100 человек. Были периоды, когда в сетевой игре не было серверов для подключения вовсе.

## Отзывы
| Сводный рейтинг    | Сводный рейтинг                  |
| Агрегатор          | Оценка                           |
| ------------------ | -------------------------------- |
| Metacritic         | 83/100                           |
| Иноязычные издания |                                  |
| Издание            | Оценка                           |
| IGN                | 7,0                              |
| Pocket Gamer       | Android, iOS: · XPeria Play:     |
| TouchArcade        | (Одиночная игра) · (Мультиплеер) |

На англоязычном сайте-агрегаторе Metacritic игра получила оценку 83/100.